# Traipu (tiểu vùng)
Traipu là một tiểu vùng thuộc bang Alagoas, Brasil. Tiều vùng này có diện tích 956 km², dân số năm 2007 là 34835 người.